# 캘럼 허드슨오도이
캘럼 제임스 허드슨오도이(Callum James Hudson-Odoi, 2000년 11월 7일~ )는 잉글랜드의 축구 선수로 현재 잉글랜드 프리미어리그의 노팅엄 포레스트 소속이다.

## 기록

### 대회 기록
첼시 FC (2007~2018)
- FA컵 : 2016-17
- U-18 프리미어리그 : 2016-17

첼시 FC (2018~2023)
- FA컵 : 2017-18, 준우승 : 2019-20, 2020-21
- EFL컵 준우승 : 2018-19

- UEFA 유로파리그 : 2018-19
- UEFA 슈퍼컵 준우승 : 2019
- UEFA 챔피언스리그 : 2020-21
- UEFA 슈퍼컵 우승 : 2021
- FIFA 클럽 월드컵 : 2022

잉글랜드 축구 국가대표팀 (2019)
- FIFA U-17 월드컵 : 2017년